# Jakub Rotbaum
Jakub Rotbaum (geboren 11. Juli 1901 in Żelechów, Russisches Kaiserreich; gestorben 30. Januar 1994 in Breslau) war ein polnischer Theaterdirektor und Maler, der seit 1949 in Breslau lebte.

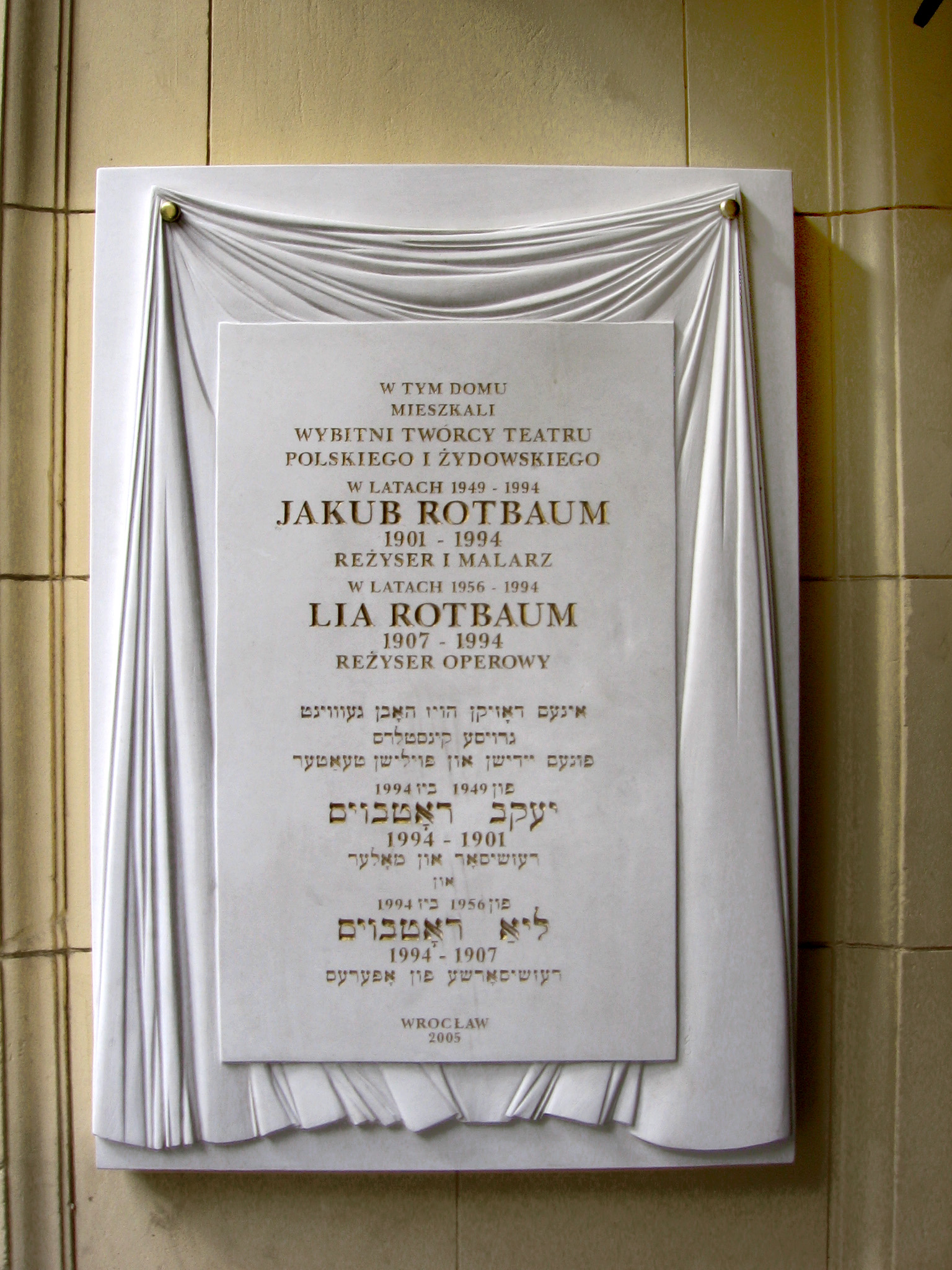
Gedenktafel in Breslau

## Leben
Rotbaum studierte in den 1920er Jahren in Moskau unter Konstantin Stanislawski, Wsewolod Meyerhold, Alexander Tairow und Solomon Michoels Regie. 1929 trat er in Warschau in die jiddische Wilnaer Truppe ein.
Von 1942 bis 1948 leitete Jakub Arbeiten in New York, Kanada, Brasilien, Argentinien, London, Paris und Israel. Im Jahre 1949 kehrte er nach Polen zurück, um das Jiddische Theater in Warschau zu leiten. Er folgte damit einer Einladung von Ida Kaminska. 1952 wurde er Theaterdirektor am Polnischen Theater in Warschau.
Ab 1967 leitete er Klassiker wie Shakespeares Hamlet, Brechts Dreigroschenoper, sowie Tschechows Drei Schwestern. Er arbeitete in Warschau sowie in São Paulo, Paris und Bukarest. Nach den März-Unruhen in Polen im Jahre 1968 (nach dem Sechstagekrieg) durfte er nur noch mit jüdischem Repertoire arbeiten. Seitdem arbeitete er nie wieder am polnischen Theater und all seine Produktionen in den europäischen Ländern sowie in Nord- und Südamerika beruhten auf jüdischem Repertoire.
Seine Gemälde wurden im Museum of Medal Arts im Jahre 1994 gezeigt und auf der ganzen Welt, zuerst in Warschau 1925 und zum Schluss in Wrocław.

## Werke
- Der Veg tsum Gezunt 1947
- Der yidisher Yeshuv in Nidershlezien 1947
- Unzere Kinder
- Mir, lebngeblibene 1947